# Koldo Fernández
Koldo Fernández de Larrea (ur. 13 września 1981 w Vitorii) – hiszpański kolarz szosowy, zawodnik profesjonalnej grupy Garmin-Sharp. 
Do zawodowego peletonu należy od 2004. Zanim w 2012 zmienił drużynę, ścigał się w barwach baskijskiej drużyny Euskaltel-Euskadi. Bask jest sprinterem, odniósł kilka etapowych zwycięstw. W 2007 był najszybszy na etapie Tirreno-Adriático. Było to cenny triumf ponieważ włoski wyścig zawsze jest bardzo dobrze obsadzony, przyjeżdżają na niego gwiazdy światowego peletonu. Następny rok przyniósł mu kilka zwycięstw. Wygrał między innymi etap na Vuelta a Burgos i Euskal Bizikleta. Był również najszybszy w jednoetapowym Tour de Vendée we Francji. Od 2006 startuje również w Giro d'Italia, lecz bez większych sukcesów. Raz był bliski wygrania, ale ostatecznie zajął 3. miejsce na jednym z etapów. 
Podczas jazdy drużynowej na czas na 1. etapie Vuelta a España 2013 zderzył się z Michelem Krederem, w wyniku czego złamał żebro.

## Najważniejsze osiągnięcia
- 2004 
  - 3. miejsce w Memorial Galera
- 2006 
  - 5. miejsce w Trofeo Mallorca
- 2007 
  - 1. miejsce na 7. etapie Tirreno-Adriático
  - 4. miejsce w Trofeo Mallorca
  - 5. miejsce w Vuelta a Andalucía
  - 6. miejsce w Trofeo Calvia
- 2008 
  - 1. miejsce na 3. etapie Vuelta a Burgos
  - 1. miejsce na 2. etapie Euskal Bizikleta
  - 1. miejsce na 5. etapie Vuelta a Castilla y León
  - 1. miejsce na 5. etapie Vuelta a Murcia
  - 1. miejsce w Tour de Vendée
  - 2. miejsce w Circuito De Getxo
  - 4. miejsce w Clásica de Almería
- 2009
  - 1. miejsce na 2. etapie Volta ao Algarve
  - 1. miejsce w Circuito de Getxo
  - 1. miejsce na 1. etapie Vuelta a Burgos
- 2010
  - 2. miejsce w Tour de Picardie
  - 1. miejsce na 1. etapie Vuelta a Burgos
  - 1. miejsce w Tour de Vendée
  - 2. miejsce w Vuelta a Mallorca
  - 3. miejsce w mistrzostwach Hiszpanii (start wspólny)
- 2011
  - 2. miejsce w mistrzostwach Hiszpanii (start wspólny)
- 2012
  - 2. miejsce w mistrzostwach Hiszpanii (start wspólny)